# Lamothe-Goas
 Lamothe-Goas  (en occitano La Mòta Gohàs) es una población y comuna francesa, ubicada en la región de Mediodía-Pirineos, departamento de Gers, en el distrito de Condom y cantón de Fleurance.

## Demografía
| 84 | 73 | 75 | 70 | 73 | 64 |
| Para los censos de 1962 a 1999 la población legal corresponde a la población sin duplicidades (Fuente: INSEE [Consultar]) |    |    |    |    |    |